# Konoba
Eine Konoba (kroatisch für Keller) oder die Konobe sind kleine Restaurants, die sich vorwiegend an der kroatischen Adriaküste befinden (vor allem in Dalmatien, auf den Kroatischen Inseln, der Kvarner-Bucht, im Hinterland der Lika (Plitvicer Seen) und auf der Halbinsel Istrien).
Eine Konoba weist in der Regel folgende Merkmale auf: 
Die Konoba ist im Verhältnis zu Restaurants relativ klein. 
Eine Konoba bietet einfache landestypische Gerichte an. Fischgerichte, Fleischgerichte wie etwa Lamm und Schwein (inkl. Grillgerichte), Schafskäse, dalmatinischer Schinken. Weißbrot wird stets gereicht. Die Getränkeauswahl ist ebenfalls landestypisch: vorwiegend Wein, aber auch Bier, landestypische Spirituosen und alkoholfreie Getränke. 
Die überwiegende Zahl der Konobe befindet sich in Dalmatien.